# Fußballsportverein Frankfurt 1899 1963-1964
Questa voce raccoglie le informazioni riguardanti il Fußballsportverein Frankfurt 1899 nelle competizioni ufficiali della stagione 1963-1964.

## Stagione
Nella stagione 1963-1964 l'FSV Francoforte, allenato da Bernd Oles, concluse il campionato di Regionalliga sud al 16º posto.

## Rosa
| N. |                     | Ruolo | Calciatore            |
| -- | ------------------- | ----- | --------------------- |
|    | Germania (bandiera) | P     | Andreas Kraus         |
|    | Germania (bandiera) | P     | Karlheinz Leichum     |
|    | Germania (bandiera) | P     | Günther von der Heydt |
|    | Germania (bandiera) | D     | Norbert Brehm         |
|    | Germania (bandiera) | D     | Dietmar Grutsch       |
|    | Germania (bandiera) | D     | Walter Schäfer        |
|    | Germania (bandiera) | C     | Georg Braun           |
|    | Germania (bandiera) | C     | Ernst Gunne           |
|    | Germania (bandiera) | C     | Paul Hammann          |
|    | Germania (bandiera) | C     | Wolfgang Kurka        |
|    | Germania (bandiera) | C     | Armin Linkert         |

| N. |                     | Ruolo | Calciatore      |
| -- | ------------------- | ----- | --------------- |
|    | Germania (bandiera) | C     | Emanuel Linkert |
|    | Germania (bandiera) | C     | Wilfried Ott    |
|    | Germania (bandiera) | C     | Jürgen Rühling  |
|    | Germania (bandiera) | C     | Rudolf Stracke  |
|    | Germania (bandiera) | A     | Helmut Blum     |
|    | Germania (bandiera) | A     | Reinhold Desch  |
|    | Germania (bandiera) | A     | Rudi Kraft      |
|    | Germania (bandiera) | A     | Rainer Oppel    |
|    | Polonia (bandiera)  | A     | Egon Piechaczek |
|    | Germania (bandiera) | A     | Friedel Späth   |

## Organigramma societario
Area tecnica
- Allenatore: Bernd Oles
- Allenatore in seconda:
- Preparatore dei portieri:
- Preparatori atletici:
- Analisi video:

## Calciomercato

### Sessione estiva
| Acquisti | Acquisti | Acquisti | Acquisti |
| R.       | Nome     | da       | Modalità |
| -------- | -------- | -------- | -------- |

| Cessioni | Cessioni   | Cessioni  | Cessioni |
| R.       | Nome       | a         | Modalità |
| -------- | ---------- | --------- | -------- |
| D        | Gerd Menne | Stoccarda |          |

## Risultati

### Regionalliga

#### Girone di andata
| Arbitro: | Kreitlein |

|                                                |           |                          |
| Späth 6’, 8’ Desch 25’, 80’ Kraft 51’ Blum 69’ | Marcatori | 15’ Miller 46’ Biesinger |

| Arbitro: | Riegg |

|          |           |             |
| Veit 15’ | Marcatori | 78’ Linkert |

| Arbitro: | Glatthaar |

|                      |           |                                     |
| Blum 85’ Stracke 88’ | Marcatori | 10’, 78’ Schäfer 53’ (aut.) Linkert |

| Arbitro: | Deuschel |

|                                                                           |           |                |
| Tauchmann 5’ Stumptner 6’, 57’ Grutsch 9’ (aut.) Perras 62’ Schneider 65’ | Marcatori | 52’ Piechaczek |

| Arbitro: | Fischer |

|                     |           |  |
| Späth 31’ Kraft 35’ | Marcatori |  |

| Arbitro: | Kistner |

|          |           |                                   |
| Stöhr 5’ | Marcatori | 34’ Blum 53’, 65’ Späth 76’ Kraft |

| Arbitro: | Handwerker |

|             |           |                |
| Linkert 23’ | Marcatori | 85’ Sodermanns |

| Arbitro: | Tschenscher |

|                                 |           |             |
| Gast 5’ Lotz 22’, 86’ Tripp 47’ | Marcatori | 65’ Linkert |

| Arbitro: | Fritz |

|           |           |                                       |
| Desch 73’ | Marcatori | 33’ Fritzsche 43’, 63’, 85’ Jendrosch |

| Arbitro: | Jacobi |

|                                               |           |         |
| Büttner 7’, 83’ Himmelmann 17’ Windhausen 32’ | Marcatori | 28’ Ott |

| Arbitro: | Scheuring |

|                  |           |                                          |
| Linkert 18’, 22’ | Marcatori | 42’ Studenroth 43’, 79’ Holland 58’ Haas |

| Arbitro: | Binder |

|                                                                                             |           |           |
| Winterling 3’, 13’, 23’, 83’ Greim 44’ Richter 55’ Werner 65’ Feilhuber 70’ Winterstein 88’ | Marcatori | 24’ Späth |

| Arbitro: | Heumann |

|                |           |                                         |
| Kraft 15’, 85’ | Marcatori | 17’ Burger 69’, 77’ Stocker 82’ Siebert |

| Arbitro: | Brucker |

|                     |           |          |
| Spohn 52’ Rühle 74’ | Marcatori | 2’ Desch |

| Arbitro: | Jedele |

|                            |           |  |
| Schäfer 18’ Braun 43’, 63’ | Marcatori |  |

| Arbitro: | Schmid |

|            |           |  |
| Otschik 7’ | Marcatori |  |

| Arbitro: | Maurus |

|                                        |           |  |
| Linkert 25’ Desch 29’, 67’ Hammann 65’ | Marcatori |  |

| Arbitro: | Mohrs |

|  |           |             |
|  | Marcatori | 81’ Grübert |

| Arbitro: | Hubbuch |

|                                        |           |  |
| Slatina 8’ Seehütter 12’ Mikulasch 60’ | Marcatori |  |

#### Girone di ritorno
| Arbitro: | Neumeier |

|                     |           |  |
| Braun 66’ Späth 74’ | Marcatori |  |

| Arbitro: | Kolb |

|  |           |                                             |
|  | Marcatori | 40’ Linkert 57’ Späth 78’ Braun 84’ Hammann |

| Arbitro: | Eisemann |

|                         |           |                       |
| Linkert 43’ Stracke 73’ | Marcatori | 53’ Knopf 70’ Brzuske |

| Reutlingen 10 maggio 1964 23ª giornata       | Reutlingen | 1 – 0 referto | FSV Francoforte | Stadion an der Kreuzeiche |
| \| \| \| \| \| Kammal 73’ \| Marcatori \| \| |            |               |                 |                           |
|                                              |            |               |                 |                           |
| Kammal 73’                                   | Marcatori  |               |                 |                           |

| Francoforte sul Meno 26 gennaio 1964 24ª giornata | FSV Francoforte | 0 – 0 referto | Amicitia Viernheim | Stadion am Bornheimer Hang (3 000 spett.)\| Arbitro: \| Heumann \| |
| Arbitro:                                          | Heumann         |               |                    |                                                                    |

| Arbitro: | Wengenmayer |

|                                                       |           |  |
| Fürther 13’ Huber 16’, 43’ Dienelt 40’ Sodermanns 87’ | Marcatori |  |

| Arbitro: | Fischer |

|                |           |          |
| Desch 52’, 70’ | Marcatori | 17’ Held |

| Arbitro: | Treiber |

|               |           |                       |
| Jendrosch 34’ | Marcatori | 48’ Hammann 72’ Desch |

| Arbitro: | Herbort |

|                         |           |               |
| Desch 42’, 87’ Blum 60’ | Marcatori | 3’ Himmelmann |

| Arbitro: | Eisemann |

|                        |           |                     |
| Poklitar 51’ Wille 70’ | Marcatori | 30’ Kraft 73’ Desch |

| Arbitro: | Brucker |

|          |           |                    |
| Braun 4’ | Marcatori | 29’ Öhm 54’ Reißer |

| Arbitro: | Saal |

|                                   |           |                  |
| Stocker 13’, 33’, 38’ Siebert 62’ | Marcatori | 16’ (aut.) Modic |

| Arbitro: | Betz |

|                                              |           |                              |
| Späth 5’, 24’, 34’ Braun 7’, 68’ Schäfer 60’ | Marcatori | 58’ Weiner 85’, 90’ Volkmann |

| Arbitro: | Mohrs |

|              |           |                |
| Schneider 3’ | Marcatori | 33’, 72’ Späth |

| Arbitro: | Seiler |

|             |           |                         |
| Linkert 33’ | Marcatori | 15’ Haseneder 80’ Remus |

| Arbitro: | Neumeier |

|                             |           |           |
| Schlüter 27’, 84’ Maier 54’ | Marcatori | 70’ Gunne |

| Arbitro: | Geisert |

|                                                     |           |                                   |
| Gehling 10’ Rumpel 58’ Schweighöfer 60’ Masurek 65’ | Marcatori | 13’ Späth 43’ Linkert 84’ Stracke |

| Arbitro: | Kolb |

|                                 |           |             |
| Linkert 59’ Braun 61’ Späth 74’ | Marcatori | 34’ Slatina |

| Arbitro: | Siebert |

|                         |           |             |
| Maurus 6’ Biesinger 57’ | Marcatori | 31’ Hammann |

## Statistiche

### Statistiche di squadra
| Competizione     | Punti | In casa | In casa | In casa | In casa | In casa | In casa | In trasferta | In trasferta | In trasferta | In trasferta | In trasferta | In trasferta | Totale | Totale | Totale | Totale | Totale | Totale | DR  |
| Competizione     | Punti | G       | V       | N       | P       | Gf      | Gs      | G            | V            | N            | P            | Gf           | Gs           | G      | V      | N      | P      | Gf     | Gs     | DR  |
| ---------------- | ----- | ------- | ------- | ------- | ------- | ------- | ------- | ------------ | ------------ | ------------ | ------------ | ------------ | ------------ | ------ | ------ | ------ | ------ | ------ | ------ | --- |
| Regionalliga sud | 31    | 19      | 9       | 3       | 7       | 43      | 31      | 19           | 4            | 2            | 13           | 26           | 54           | 38     | 13     | 5      | 20     | 69     | 85     | -16 |
| Totale           | 31    | 19      | 9       | 3       | 7       | 43      | 31      | 19           | 4            | 2            | 13           | 26           | 54           | 38     | 13     | 5      | 20     | 69     | 85     | -16 |

### Andamento in campionato
| Giornata  | 1 | 2 | 3 | 4  | 5  | 6  | 7 | 8  | 9  | 10 | 11 | 12 | 13 | 14 | 15 | 16 | 17 | 18 | 19 | 20 | 21 | 22 | 23 | 24 | 25 | 26 | 27 | 28 | 29 | 30 | 31 | 32 | 33 | 34 | 35 | 36 | 37 | 38 |
| --------- | - | - | - | -- | -- | -- | - | -- | -- | -- | -- | -- | -- | -- | -- | -- | -- | -- | -- | -- | -- | -- | -- | -- | -- | -- | -- | -- | -- | -- | -- | -- | -- | -- | -- | -- | -- | -- |
| Luogo     | C | T | C | T  | C  | T  | C | T  | C  | T  | C  | T  | C  | T  | C  | T  | C  | C  | T  | C  | T  | C  | T  | C  | T  | C  | T  | C  | T  | C  | T  | C  | T  | C  | T  | T  | C  | T  |
| Risultato | V | N | P | P  | V  | V  | N | P  | P  | P  | P  | P  | P  | P  | V  | P  | V  | P  | P  | V  | V  | N  | P  | N  | P  | V  | V  | V  | N  | P  | P  | V  | V  | P  | P  | P  | V  | P  |
| Posizione | 1 | 5 | 9 | 12 | 11 | 10 | 9 | 10 | 12 | 13 | 14 | 17 | 18 | 19 | 18 | 18 | 16 | 17 | 19 | 18 | 16 | 15 | 15 | 16 | 17 | 15 | 14 | 13 | 13 | 15 | 15 | 14 | 14 | 15 | 15 | 16 | 14 | 16 |

Legenda:

Luogo: C = Casa; T = Trasferta. Risultato: V = Vittoria; N = Pareggio; P = Sconfitta.

### Statistiche dei giocatori
| H. Blum          | 21 | 4  | 0 | 0 |
| G. Braun         | 31 | 8  | 0 | 0 |
| N. Brehm         | 17 | 0  | 0 | 0 |
| R. Desch         | 37 | 12 | 0 | 0 |
| D. Grutsch       | 20 | 0  | 0 | 0 |
| E. Gunne         | 28 | 1  | 0 | 0 |
| P. Hammann       | 34 | 4  | 0 | 1 |
| R. Kraft         | 37 | 6  | 0 | 0 |
| A. Kraus         | 14 | 0  | 0 | 0 |
| W. Kurka         | 3  | 0  | 0 | 0 |
| K. Leichum       | 23 | 0  | 0 | 0 |
| A. Linkert       | 15 | 4  | 0 | 0 |
| E. Linkert       | 32 | 7  | 0 | 0 |
| R. Oppel         | 2  | 0  | 0 | 0 |
| W. Ott           | 1  | 1  | 0 | 0 |
| E. Piechaczek    | 3  | 1  | 0 | 0 |
| J. Rühling       | 3  | 0  | 0 | 0 |
| W. Schäfer       | 32 | 2  | 0 | 0 |
| F. Späth         | 33 | 15 | 0 | 0 |
| R. Stracke       | 31 | 3  | 0 | 1 |
| G. von der Heydt | 1  | 0  | 0 | 0 |